# Jeep (veicolo militare)
La jeep, ufficialmente ¼-ton, 4×4, command reconnaissance truck (lett. "autocarro comando di ricognizione da ¼ di tonnellata, 4×4"), nelle sue realizzazioni Willys MB e Ford GPW, fu un veicolo da trasporto costruito nel maggior numero di esemplari nel corso della seconda guerra mondiale. Fu usato dalle forze armate degli Stati Uniti su tutti i teatri di guerra e fu ceduto in quantità notevoli a tutti gli Alleati, diventando quindi il principale veicolo di collegamento anche per gli eserciti britannico e sovietico; fu utilizzato anche dalle forze dell'Asse, quando esse ebbero occasione di catturarne ancora funzionanti.
Il nome "jeep" è dato dalla pronuncia della sigla "GP", che sta per General Purpose ("uso generico").
Successivamente alla seconda guerra mondiale il termine jeep indicò genericamente qualsiasi veicolo militare leggero non blindato con un aspetto simile alla jeep originale.

## Origini

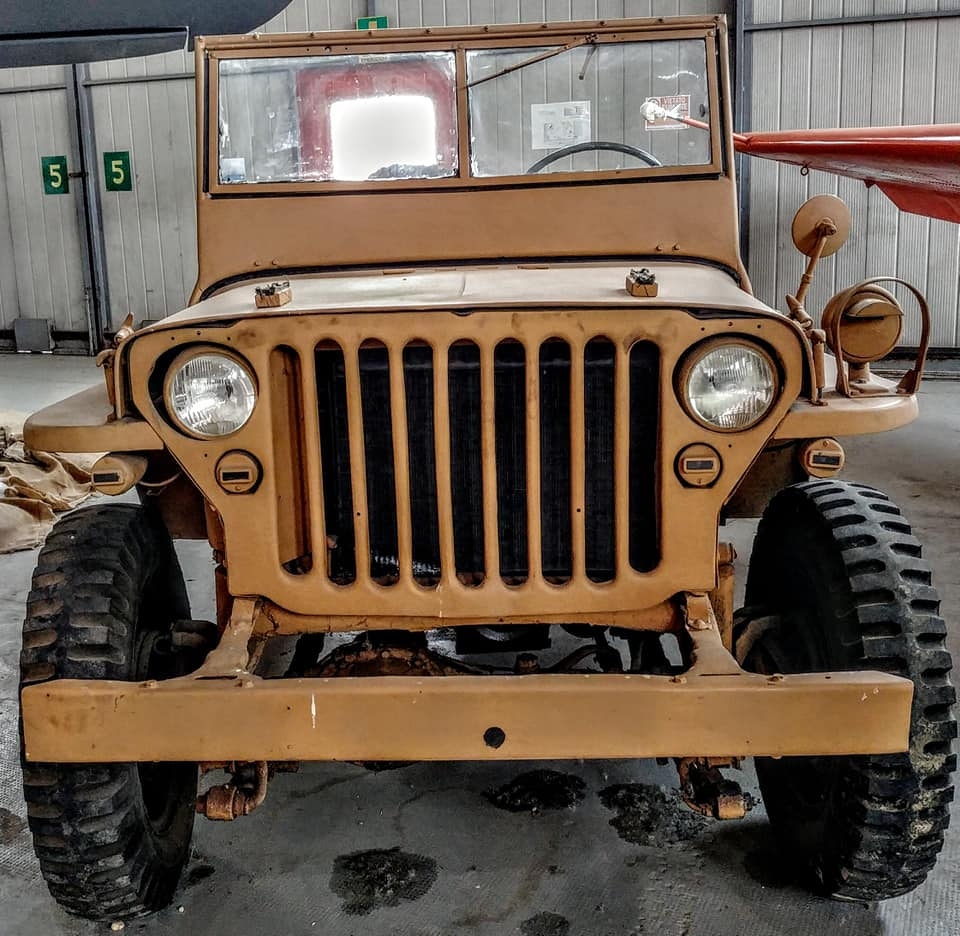
Willys esposta al Parco e Museo di Volandia.

La necessità di veicoli militari leggeri con quattro ruote motrici fu riconosciuta nell'ambito dell'US Army fin dal 1935, quando Arthur W. Herrington (che era stato ingegnere nel Quartermaster Corps) realizzò un veicolo con carico utile di mezza tonnellata, chiamato "Darling" per l'artiglieria, dove fu utilizzato in numero limitato di esemplari come "contact team vehicle". Le necessità della fanteria tuttavia erano orientate verso veicoli di dimensioni minori, dato che un veicolo come il Darling pesava circa 1800 kg (4000 lb), mentre erano richiesti veicoli del peso di circa 700 kg (1500 lb) per poter essere spinti a mano in caso di guasto. In base a queste considerazioni nel giugno del 1940 il Quartermaster Corps emise le specifiche per un veicolo da ricognizione 4×4 del peso di 585 kg, richiedendo ai fabbricanti di autoveicoli di predisporre un prototipo per la fine di luglio. L'unica compagnia che fu in grado di soddisfare le richieste dell'esercito fu la American-Bantam che produsse un veicolo che, tuttavia, non rientrava nei limiti di peso, non realistici per la tecnologia dell'epoca, previsti.
L'esercito statunitense aveva fornito i disegni costruttivi del veicolo anche alla Willys ed alla Ford, senza l'autorizzazione della Bantam, quindi, nel novembre dello stesso anno, la Willys e la Ford presentarono i loro prototipi (chiamati rispettivamente Quad e Pygmy), molto simili a quello della Bantam. Quando finalmente l'esercito emise gli ordini definitivi per i primi 8000 veicoli, i veicoli di serie avevano modificato il loro aspetto ed il loro nome: la Jeep Bantam era il 40 BRC, il veicolo Willys era il modello MA ed il veicolo Ford il GPW.
Tuttavia nel luglio 1941 l'esercito si orientò definitivamente sul progetto Willys ed emanò contratti per questa ditta e per la Ford, eliminando totalmente la Bantam dalla produzione del veicolo, dandole solo un contratto per la produzione dei rimorchi.

## Tecnica

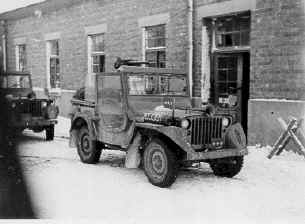
La jeep del generale George Patton nella battaglia delle Ardenne (1945).

Esteriormente la jeep era un veicolo estremamente rustico, in pratica solo una piattaforma su quattro ruote con un cofano a forma di parallelepipedo, con l'abitacolo appena protetto da barriere laterali che non superavano in altezza il cofano. Il parabrezza, costituito da due vetri sostenuti da un telaio, generalmente era abbattibile. L'uso principale, come veicolo da collegamento e, secondariamente, da ricognizione, non prevedeva particolari cure per la carrozzeria, tanto che furono studiate modifiche per realizzare la carrozzeria in compensato, per ridurre il consumo di acciaio (più utile all'industria pesante), comunque, considerando che la jeep aveva anche funzioni di trasporto fuoristrada per ufficiali superiori furono effettuati diversi tentativi, talvolta con modifiche direttamente nei reparti, per fornirla di una carrozzeria chiusa. Tipico della jeep, nella versione finale, era la griglia del radiatore in lamiera stampata con i fari incorporati.
Il motore di serie della jeep era il Willys Mod 442, detto anche Go Devil, un motore alimentato a benzina (come quelli di tutti i veicoli dell'esercito statunitense), un quattro cilindri con testata a "L" a valvole laterali. La cilindrata era di 2196 cm³, ed il motore erogava 40 kW (54 HP) a 3700 rpm, la coppia massima era di 123 N·m (98 ft-lb) a 2000 rpm., il rapporto di compressione era di circa 6,5:1 adatto all'uso di benzine militari e a basso numero di ottano. La trasmissione, con giunti a U, avveniva tramite un cambio a tre marce e retromarcia, con riduttore-ripartitore centrale. La trazione era posteriore con le marce normali per l'uso stradale, modificabile tramite un comando a leva in trazione integrale, con marce normali o ridotte per l'impiego in fuoristrada.
Gli ammortizzatori erano idraulici, indipendenti sulle quattro ruote e le sospensioni erano a balestra. Gli pneumatici erano a 6 tele, delle dimensioni 6×16.
I primi modelli di Willys MB avevano la griglia del radiatore fatta di barre di acciaio sagomate e saldate, i fari erano montati sulla barra superiore, ed erano mobili, in modo tale da poter essere rovesciati per illuminare il motore in caso di riparazioni. Questa soluzione fu scartata molto presto, sia perché i fari in quella posizione erano più esposti a danneggiamenti rispetto ai fari inglobati nella parte anteriore della vettura, sia perché gli utilizzatori del veicolo non ritenevano opportuno illuminare il veicolo fermo di notte mentre stavano riparando il motore, esponendosi così al fuoco nemico.
Per l'uso in zone desertiche le jeep erano modificate con pozzetto piezometrico per il radiatore, compressore e manometro per la gestione della pressione degli pneumatici e filtro del carburante esterno.
Talvolta in Europa le jeep furono adattate per il movimento ferroviario, sostituendo le ruote in dotazione con ruote ferroviarie di piccolo diametro su assali allungati. Le ruote standard generalmente erano portate sui fianchi del veicolo per poter essere sostituite a quelle ferroviarie. Un'altra soluzione era ottenuta utilizzando un kit di modifica della Evans Autotrailer Company che permetteva di aggiungere due carrelli ferroviari di due ruote ciascuno, uno anteriore ed uno posteriore, alla jeep normale, quindi senza dover cambiare le ruote, almeno 7 esemplari furono equipaggiati con questi mezzi.
Fra gli accessori era previsto anche l'utilizzo di uno snorkel per l'utilizzo da LCM, permettendo quindi alla jeep di fare gli ultimi metri fino alla spiaggia parzialmente, o anche totalmente, immersa, dato che la profondità massima di guado era di 1,83 m.
Jeep costruite alla fine della seconda guerra mondiale: 634569, 2642 Bantam, 350349 Willys e 281578 Ford.

## Serie minori
La jeep fu costruita in massima parte dalla Willys e dalla Ford, ma un certo numero di esemplari fu costruito dalla Bantam, esemplari che furono quasi tutti ceduti alla Gran Bretagna ed all'URSS in base alla legge Lend-Lease. I prototipi e le produzioni di piccola serie differivano in alcuni aspetti dal progetto base descritto sopra.

### Bantam Model 60 e BRC 40

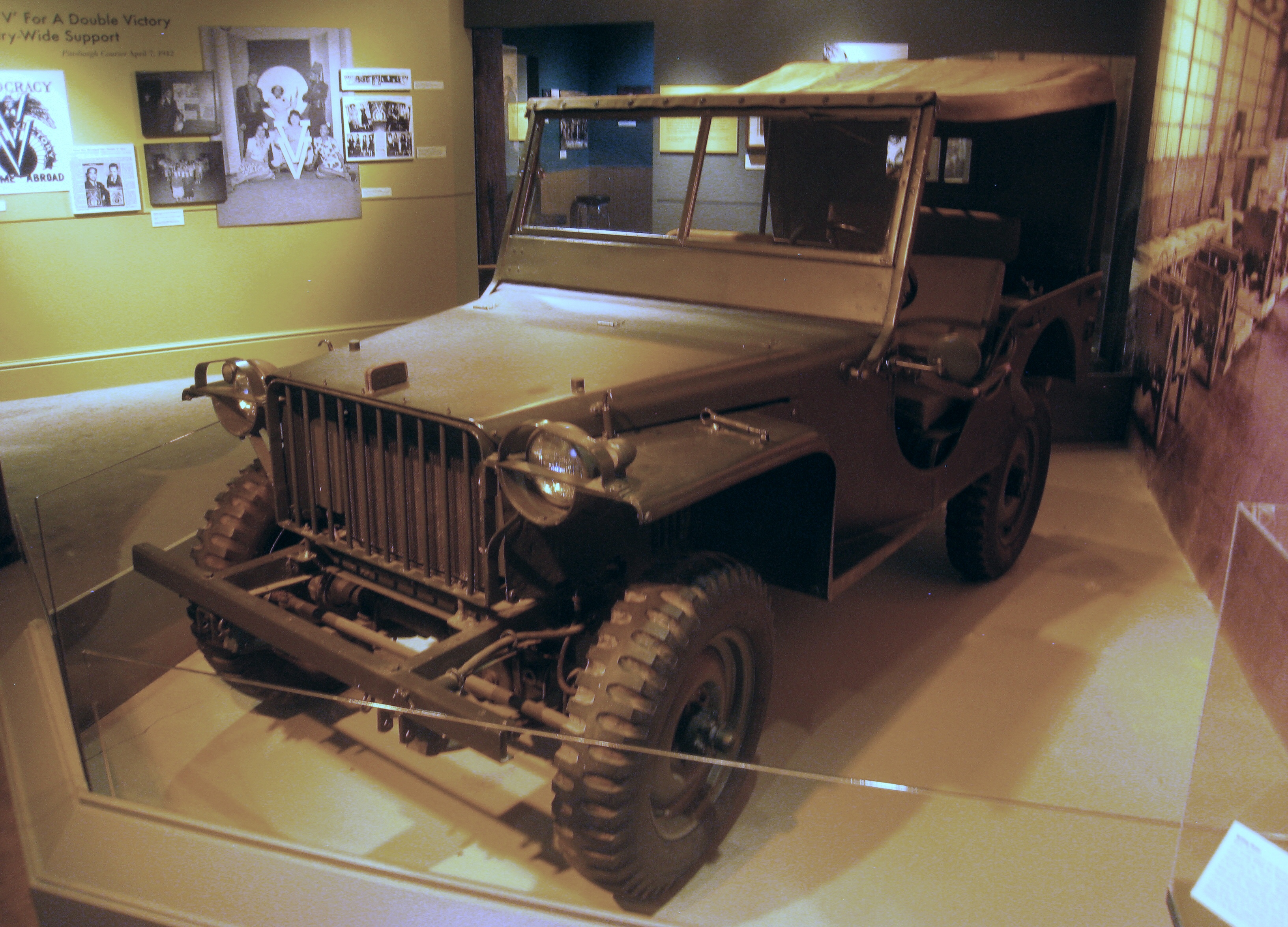
La Bantam BRC 40.

Il primo modello di jeep fu il Bantam Mk II o Bantam Model 60, con un aspetto abbastanza differente da quello finale della jeep, avendo i parafanghi anteriori piegati ad angolo retto ed il radiatore bombato realizzato con tondini saldati. I fanali, invece di essere integrati nel cofano, erano montati sui parafanghi ed erano protetti da griglie. Il parabrezza era con un vetro unico invece che con i vetri sdoppiati. Questo modello fu costruito in 70 esemplari nel 1940, utilizzava un motore Continental da 45 HP. Otto di questi veicoli potevano sterzare con tutte e quattro le ruote. Le dimensioni erano di 335 cm di lunghezza e 91 cm di altezza, con un peso di 907 kg.
Lo sviluppo della Model 60 fu la Bantam BRC 40 (BRC significa Bantam Reconnaissance Car, automobile da ricognizione Bantam), prodotta nel 1941, che aveva un aspetto già più simile alla jeep di serie. I parafanghi restavano piegati ad angolo retto, ma i fari erano abbassati e parzialmente integrati nella parte anteriore del parafango. Il radiatore adesso era piano, anche se continuava ad essere fabbricato con tondini saldati. Il parabrezza era ora a due vetri, mentre il motore restava il Continental a 4 cilindri. Fu costruita in 2642 esemplari, quasi tutti esportati.

### Willys MA

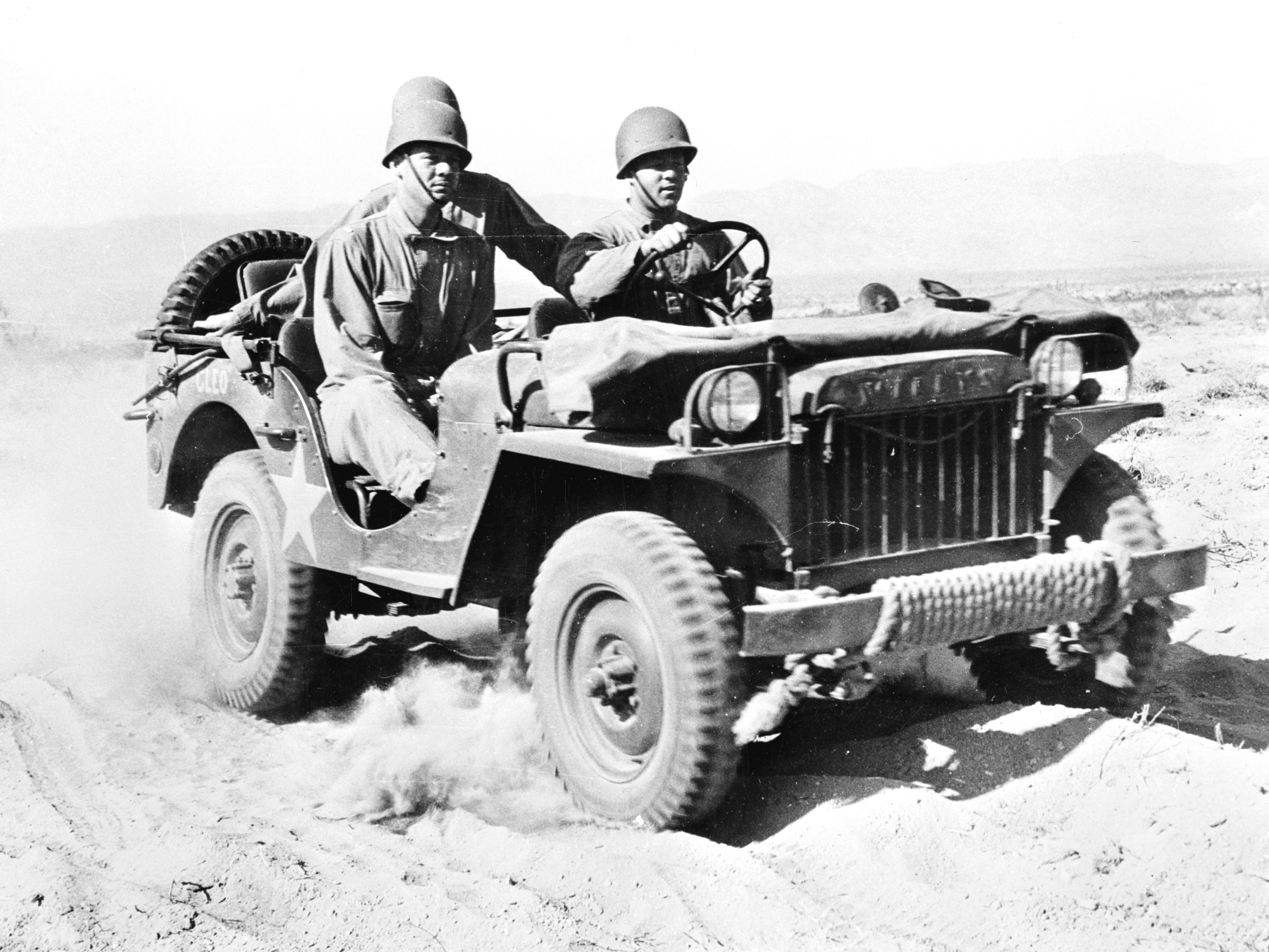
La Willys MA.

Il prototipo prodotto dalla Willys (novembre 1940) era il Willys Quad, con un aspetto alquanto diverso (e più massiccio) di quello che avrebbe avuto la jeep. Il Quad aveva il parabrezza su un solo vetro, il cofano anteriore bombato, due supporti a triangolo per i paraurti anteriore ed i parafanghi anteriori con una protezione laterale. Da quanto risulta dalle prove, il motore del Quad non aveva sufficiente affidabilità ed un peso superiore a quello richiesto dall'esercito (1097 kg contro i 978 richiesti). Il Quad fu costruito in due esemplari.
Successivamente, con la progettazione e produzione del motore Willys Model 442, fu riprogettato tutto il veicolo, che assunse un aspetto molto simile a quello finale. Il veicolo, noto come Willys MA, aveva già l'aspetto finale della jeep, ma è riconoscibile per i fari sui parafanghi, protetti da una griglia. Ne furono costruite 1500, in gran parte cedute all'URSS.

### Ford Pygmy
Il modello Ford Pygmy o Ford Blitz-Buggy nel prototipo prodotto direttamente dalla Ford (novembre 1940) aveva già i fanali incorporati nel cofano ed una griglia di protezione con tondini saldati, i parafanghi anteriori avevano un'inclinazione simile a quella della jeep di serie. Invece il prototipo prodotto dalla Budd Company aveva i fanali anteriori montati sui parafanghi e protetti da griglie, l'unica altra differenza con il modello Ford era una leggera curvatura del pannello di chiusura superiore del cofano. In entrambi i prototipi il motore era un motore agricolo (Ford NNA) a valvole laterali a quattro cilindri che erogava 42 CV a 3600 rpm, avendo una cilindrata di 1958 cm³, il modello Ford pesava 951 kg, mentre il modello Budd aveva un peso maggiore. La trasmissione era quella della Ford Model A a due marce.

### Ford GP
In seguito alle prove sui prototipi Pygmy la Ford progettò la Ford GP, sempre utilizzando il motore agricolo Ford NNA da 42 CV. In questo nuovo veicolo il radiatore era sempre protetto da una griglia saldata ed i fari erano incorporati nel cofano. La Ford GP fu costruita in 3700 esemplari, tutti per l'Esercito statunitense.
|                                                                  | Bantam BRC 40          | Ford Pygmy                   | Willys MA        | Ford GPW e Willys MB          |
|                                                                  | (produzione)           | (prototipo)                  | (produzione)     | (produzione)                  |
| Esemplari costruiti                                              | 2642                   |                              | 1500             | 350349 (Willys) 277896 (Ford) |
| Motore                                                           | Continental 4 cilindri | Ford agricolo NNA 4 cilindri | Willys Model 442 | Willys Model 442              |
| Potenza (HP)                                                     | 45                     | 42                           | 54               | 54                            |
| Lunghezza (cm)                                                   | 320                    |                              | 328              | 328                           |
| Larghezza (cm)                                                   |                        |                              |                  | 157                           |
| Altezza (cm) (Al sommo del parabrezza, quando questo era alzato) |                        |                              |                  | 114                           |
| Peso a vuoto (kg)                                                | 926                    | 951                          | 978              | 1105                          |
| Velocità massima su strada (km/h)                                |                        |                              |                  | 104                           |

## Impiego
La jeep fu utilizzata su tutti i fronti della seconda guerra mondiale. Il suo impiego codificato era come veicolo di collegamento sul campo di battaglia, ma le missioni che venivano effettuate dalla jeep variavano dal trasporto tattico, alla ricognizione, al traino di artiglierie leggere fino all'evacuazione dei feriti. Uno degli impieghi più noti e su cui si hanno più immagini è l'impiego da parte della NZA (esercito neozelandese) nei Long Range Desert Group (LRDG), in operazioni dietro le linee dell'Asse nel corso della campagna dell'Africa Settentrionale. Questo impiego, in ambiente notevolmente ostile come quelle del deserto occidentale, mostrò la capacità di adattamento del mezzo alle varie condizioni climatiche, anche se fu necessario modificare il radiatore per permettere di avere un volume d'acqua sufficiente per il raffreddamento.

## Le jeep armate
Le jeep, in considerazione del loro largo impiego, furono l'oggetto di diversi studi per poter usare un armamento leggero direttamente dal veicolo ed un numero ancora maggiore di conversioni sul campo. I primi studi, risalenti al 1942, prevedevano l'armamento con una Browning M2 12.7 mm montata su un affusto a candeliere modello T47. Tuttavia le modifiche fatte "sul campo" furono molte di più, passando dall'impiego di due mitragliatori aeronautici Vickers GO accoppiati sul cofano (SAS e LRDG) fino al montaggio sulla jeep di lanciarazzi che lanciava una salva di 12 razzi M8 da 114 mm per l'appoggio alla fanteria.

### Confronto con i mezzi similari italiani e tedeschi
|                                   | Kübelwagen | Fiat 508 M | Moto Guzzi 500 "Alce" | BMW R75  | Willys MB |
| Motore                            | Posteriore | Anteriore  | Centrale              | Centrale | Anteriore |
| Cilindrata (cm³)                  | 1113       | 1089       | 498                   | 746      | 2200      |
| Potenza (CV)                      | 25         | 30         | 13,2                  | 26       | 60        |
| Trazione                          | 4×2        | 4×2        | 2×1                   | 3×2      | 4×4       |
| Lunghezza (cm)                    | 373        | 314        | 222                   | 240      | 333       |
| Larghezza (cm)                    | 160        | 140        | 790                   | 173      | 157       |
| Altezza (cm)                      | 135        | 153        | 106,5                 | 100      | 114       |
| Peso a vuoto (kg)                 | 635        | 890        | 187                   | 420      | 1105      |
| Rapporto potenza/peso (CV/kg)     | 0,039      | 0,033      | 0.070                 | 0,061    | 0,054     |
| Velocità massima su strada (km/h) | 80         | 95         | 90                    | 92       | 118       |
| Autonomia (km)                    |            |            | 270                   |          |           |

La jeep nell'ambito delle forze armate alleate aveva le stesse funzioni tattiche che avevano la Kübelwagen e la motocicletta BMW R75 nell'ambito delle forze armate tedesche, la Fiat 508 M e, in parte, la Moto Guzzi 500 "Alce" nel Regio Esercito. Nel campo delle forze armate giapponesi non risulta esistessero veicoli similari.
Dalla tabella si può vedere che la jeep era leggermente meno ingombrante della vettura tedesca, e l'automobile più bassa, fatto determinante per la visibilità mentre per le prestazioni il rapporto peso/potenza era superiore a quello delle altre automobili. Sotto entrambi questi aspetti il veicolo migliore era la motocicletta (con sidecar). Il peso ridotto per il Kübelwagen e la R75 permettevano ai due veicoli di essere manovrati a mano dal proprio equipaggio (il peso della Jeep, superiore a 1100 kg, praticamente è simile a quello di una moderna automobile di media cilindrata). La capacità di carico delle due automobili era comunque nettamente superiore a quella delle motociclette (che potevano portare, al massimo, due (500 Alce) o tre uomini (R75) contro i quattro standard di jeep e Kübelwagen, mentre la 508 M aveva posto per 5 persone). La jeep era superiore ad entrambi i veicoli tedeschi e alla 508 M sia come velocità sia come capacità fuoristrada, in quanto la sua trazione totale le permetteva di gestire terreni sui quali gli altri tre veicoli dovevano essere portati fuori a mano dai relativi equipaggi (quando ci riuscivano).
Un'ultima notazione riguarda l'impiego come supporto d'arma per i cinque veicoli, ruolo nel quale la BMW R75 e l'Alce devono assolutamente cedere nei confronti delle tre automobili. La jeep forniva, a causa del suo peso maggiore, una base di fuoco notevolmente più stabile di quella dell'automobile tedesca. Questo è ben visibile se non altro dal fatto che la mitragliatrice montata (a volte) sul Kübelwagen era la MG34 da 7,92 mm di calibro, mentre la Jeep era eventualmente armata con la M2 Browning di 12,7 mm di calibro, per quanto riguarda la 508 M, su alcune di esse vennero montata ben 2 mitragliatrici Breda Mod.37 cal. 8 × 59mm RB Breda accoppiate, alle quali poteva competere solo la jeep in dotazione allo Special Air Service, con 3 mitragliatrici aeronautiche Vickers K, cal. .303 British (7,7 mm). Le due motociclette erano equipaggiate la R75 con una mitragliatrice cal. 7,92 × 57 mm Mauser (MG 34 o MG 42, ma non mancano casi in cui, causa mancanza di queste ultime, anche con MG 15 o MG 81, mentre l'italiana "Alce" (nel caso dei bersaglieri motociclisti) con la Breda Mod.30, calibrata 6,5 mm; ma in questo caso bisognava fermarsi per sparare.

## Dopo la seconda guerra mondiale
Il successo della jeep portò, dopo la fine della guerra, alla produzione in un certo numero di stati stranieri e, nell'ambito delle forze armate statunitensi, divenne il Modello MC, o, più precisamente, Willys M38. L'evoluzione della jeep nell'ambito delle forze armate statunitensi proseguì con altri veicoli che, in parallelo con lo sviluppo tecnologico, assunsero caratteristiche sempre più lontane da quelle della jeep originale.
Fra i mezzi costruiti all'estero a similitudine della jeep, il GAZ 67B utilizzava componenti costruiti in URSS, mentre in Francia fu prodotta su licenza come Hotchkiss M 201.